# Sokol Kushta
Sokol Kushta (Vlore, 17 de abril de 1964) es un exfutbolista albanés que jugaba de delantero.
Fue 30.º en la votación del Balón de Oro en el año 1987.

## Carrera internacional
Kushta fue internacional con la selección de fútbol de Albania, con la que disputó 31 partidos, en los que marcó 10 goles.

## Clubes
| Club                  | País    | Año       |
| --------------------- | ------- | --------- |
| KS Flamurtari         | Albania | 1981-1984 |
| FK Partizani Tirana   | Albania | 1984-1987 |
| KS Flamurtari         | Albania | 1987-1991 |
| Iraklis               | Grecia  | 1991-1993 |
| Apollon Kalamarias    | Grecia  | 1993-1994 |
| Olympiakos Nicosia FC | Chipre  | 1994-1995 |
| Ethnikos Achnas       | Chipre  | 1995-1996 |

## Palmarés

### Títulos nacionales
| Título               | Club                | País    | Año  |
| -------------------- | ------------------- | ------- | ---- |
| Superliga de Albania | FK Partizani Tirana | Albania | 1987 |
| Superliga de Albania | KS Flamurtari       | Albania | 1991 |